# Вардересян, Ованес
Ованес Вардересян (12 февраля 1989) — армянский борец классического стиля. Участник олимпийских игр 2012 года.

## Биография
Ованес Вардересян родился 12 февраля 1989 года.  Занимается борьбой начал с 1996 года. В 2006 году стал бронзовым призёром чемпионата Европы среди юношей, взял так же бронзу на чемпионате мира среди молодёжи

## Достижения
- Бронзовый призёр чемпионата Европы среди юношей
- Бронзовый призёр молодёжного чемпионата мира